# Hoa hậu Hòa bình Quốc tế 2022
Hoa hậu Hòa bình Quốc tế 2022 là cuộc thi Hoa hậu Hòa bình Quốc tế lần thứ 10 được tổ chức tại Trung tâm Hội nghị quốc tế Sentul (SICC), Jakarta, Indonesia vào ngày 25 tháng 10 năm 2022. Hoa hậu Hòa bình Quốc tế 2021 - Nguyễn Thúc Thùy Tiên đến từ Việt Nam đã trao lại vương miện cho người kế nhiệm, cô Isabella Menin đến từ Brazil.

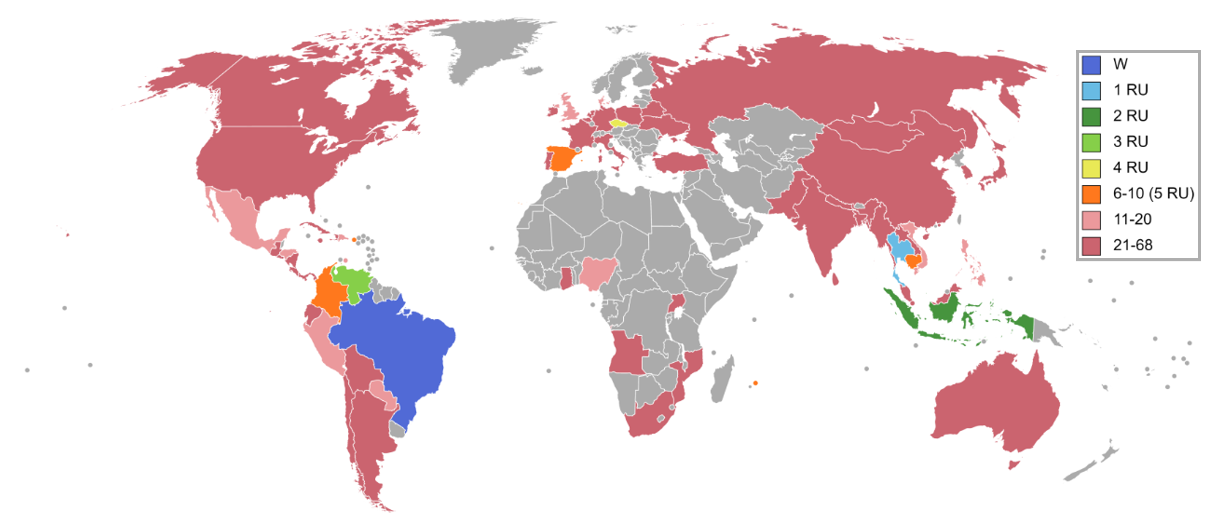
Các quốc gia và vùng lãnh thổ tham gia Hoa hậu Hoà bình Quốc tế 2022 và kết quả.

## Kết quả

### Thứ hạng
Cuộc thi năm nay được tổ chức với Top 10 cuối cùng lần lượt là 5 ngôi vị Á Hậu 5 và một ngôi vị Á Hậu 4, 3, 2, 1 cùng ngôi vị Hoa Hậu
| Kết quả                       | Thí sinh |
| ----------------------------- | --- |
| Hoa hậu Hòa bình Quốc tế 2022 | - Brazil – Isabella Menin |
| Á hậu 1                       | - Thái Lan – Engfa Waraha |
| Á hậu 2                       | - Indonesia – Andina Julie |
| Á hậu 3                       | - Venezuela – Luiseth Materán |
| Á hậu 4                       | - Cộng hòa Séc – Mariana Beckova |
| Á hậu 5                       | - Campuchia – Pich Votey Saravody (Truất ngôi) - Colombia – Priscilla Londoño - Mauritius – Yuvna Rinishta Gookool § (Từ bỏ/Truất ngôi) - Philippines – Roberta Tamondong (Kế nhiệm) - Puerto Rico – OxanIsabel Rivera Álvarez - Tây Ban Nha – Hirisley Jiménez Merrero                    |
| Top 20                        | - Curaçao – Kanisha Sluis - Đan Mạch – Victoria Kjær Theilvig - Cộng hòa Dominica – Jearmanda Ramos - Honduras – Saira Cacho - Mexico – Laysha Salazar - Nigeria – Damilola Bolarinde - Paraguay – Agatha León - Peru – Janet Leyva - Anh Quốc – Sofia Mayers - Việt Nam – Đoàn Thiên Ân ‡ |

§: Thí sinh chiến thắng giải thưởng Miss Popular Vote
‡: Thí sinh chiến thắng giải thưởng Country's Power of The Year

### Thứ tự công bố
| 1. Việt Nam 2. Honduras 3. Indonesia 4. Nigeria 5. Đan Mạch 6. Campuchia 7. Anh Quốc 8. Philippines 9. Thái Lan 10. Tây Ban Nha 11. Cộng hòa Séc 12. Cộng hòa Dominica 13. Mexico 14. Paraguay 15. Colombia 16. Peru 17. Curaçao 18. Puerto Rico 19. Venezuela 20. Brazil | 1. Mauritius 2. Cộng hòa Séc 3. Puerto Rico 4. Thái Lan 5. Tây Ban Nha 6. Indonesia 7. Brazil 8. Colombia 9. Venezuela 10. Campuchia | 1. Brazil 2. Indonesia 3. Thái Lan 4. Cộng hòa Séc 5. Venezuela |

## Các giải thưởng đặc biệt
| Giải thưởng                  | Thí sinh |
| ---------------------------- | --- |
| Miss Popular Vote            | - Mauritius – Yuvna Rinishta Gookool                                                                                        |
| Country's Power of The Year  | - Việt Nam – Đoàn Thiên Ân                                                                                                  |
| Best in Evening Gown         | - Mexico – Laysha Salazar                                                                                                   |
| Best National Costume        | - Peru – Janet Leyva - Thái Lan – Engfa Waraha (Fans Vote) - Anh Quốc – Sofia Mayers - Việt Nam – Đoàn Thiên Ân (Fans Vote) |
| Miss Social Media by Ms Glow | - Cộng hòa Séc – Mariana Beckova                                                                                            |
| Grand Pageant's Choice Award | - Thái Lan – Engfa Waraha                                                                                                   |
| Global Beauties Choice Award | - Brazil – Isabella Menin                                                                                                   |
| Grand Spirit Award           | - Mauritius – Yuvna Rinishta Gookool                                                                                        |
| Golden Grand Award (†)       | - Việt Nam - Phạm Kim Dung                                                                                                  |
| Silver Grand Award (†)       | - Nhật Bản – Eriko Inoda - Tây Ban Nha – Vicente Gonzalez                                                                   |

(†) Giải thưởng dành cho giám đốc của khu vực/quốc gia/vùng lãnh thổ.

## Thí sinh tham gia
Cuộc thi có tổng cộng 68 thí sinh tham gia:
| Quốc gia/Vùng lãnh thổ | Thí sinh                      | Tuổi | Quê quán                |
| ---------------------- | ----------------------------- | ---- | ----------------------- |
| Angola                 | Teresa Sara                   | 25   | Luanda                  |
| Argentina              | Camila Barraza                | 28   | Buenos Aires            |
| Úc                     | Amber Sidney Dew              | 26   | Melbourne               |
| Bangladesh             | Towhida Tusnim Tifa           | 26   | Dhaka                   |
| Belarus                | Marina Viazankova             | 28   | Minsk                   |
| Bỉ                     | Chiara Vanderveeren           | 27   | Brussels                |
| Bolivia                | Camila Sanabria               | 26   | Santa Cruz de la Sierra |
| Brazil                 | Isabella Menin                | 25   | São Paulo               |
| Campuchia              | Pich Votey Saravolay          | 23   | Preah Sihanouk          |
| Canada                 | Mildred Rincon                | 26   | Calgary                 |
| Chile                  | Karina Elizabeth Pérez Gres   | 24   | Santiago                |
| Trung Quốc             | Shirley Yu                    | 27   | Thượng Hải              |
| Colombia               | Priscilla Londoño             | 26   | London                  |
| Costa Rica             | Brenda Muñoz Hernández        | 28   | Nicoya                  |
| Crimea                 | Yuliia Palikova               | 28   | Moskva                  |
| Cuba                   | Fabien Laurencio              | 28   | Miami                   |
| Curaçao                | Kanisha Sluis                 | 26   | Willemstad              |
| Cộng hòa Séc           | Mariana Beckova               | 23   | Prague                  |
| Đan Mạch               | Victoria Kjær Theilvig        | 19   | Copenhagen              |
| Cộng hòa Dominica      | Jearmanda Ramos               | 22   | Puerto Plata            |
| Ecuador                | Lisseth Naranjo               | 24   | Cuenca                  |
| El Salvador            | Noor Mohamed                  | 21   | San Salvador            |
| Pháp                   | Lucie Carbone                 | 24   | Cote d'Azur             |
| Đức                    | Kim Kelly Braun               | 27   | Mannheim                |
| Ghana                  | Priscilla Bossman             | 20   | Central Region          |
| Guatemala              | Andrea Radford                | 27   | Thành phố Guatemala     |
| Haiti                  | Paul Anne Estima              | 21   | Port-au-Prince          |
| Honduras               | Saira Cacho                   | 19   | Tegucigalp              |
| Hồng Kông              | Chan Mei To                   | 27   | Hồng Kông               |
| Ấn Độ                  | Praachi Nagpal                | 24   | Telangana               |
| Indonesia              | Andina Julie                  | 20   | Muara Enim              |
| Ireland                | Peace Olaniyi                 | 28   | Dublin                  |
| Ý                      | Miriam Malerba                | 18   | Puglia                  |
| Jamaica                | Kim-Marie Spence              | 23   | Saint Elizabeth         |
| Nhật Bản               | Seira Inoue                   | 25   | Tokyo                   |
| Hàn Quốc               | Juyeon Lee                    | 25   | Seoul                   |
| Lào                    | Phoutsavanh Vongkhamxao       | 25   | Viêng Chăn              |
| Malaysia               | Charissa Chong                | 27   | Selangor                |
| Mauritius              | Yuvna Rinishta Gookool        | 22   | Grand Port              |
| Mexico                 | Laysha Salazar                | 20   | Hermosillo              |
| Mông Cổ                | Egorova Elena                 | 25   | Ulaanbaatar             |
| Mozambique             | Suema Abdul Rachid            | 25   | Maputo                  |
| Myanmar                | Ei Ei Aung Htun               | 24   | Tak                     |
| Nepal                  | Aishworya Shrestha            | 25   | Kathmandu               |
| Hà Lan                 | Marit Beets                   | 22   | North Holland           |
| Nicaragua              | Maycrin Jáenz                 | 23   | Granada                 |
| Nigeria                | Damilola Bolarinde            | 25   | Lagos                   |
| Pakistan               | Aneesa Sheikh                 | 19   | Michigan                |
| Panama                 | Laura Sofía de Sanctis Natera | 26   | Thành phố Panama        |
| Paraguay               | Agatha León                   | 20   | Ciudad del Este         |
| Peru                   | Janet Leyva                   | 25   | Callao                  |
| Philippines            | Roberta Tamondong             | 19   | Laguna                  |
| Ba Lan                 | Natalia Gryglewska            | 24   | Czestochowy             |
| Bồ Đào Nha             | Sabrina Gladio                | 27   | Lisbon                  |
| Puerto Rico            | Oxana Isabel Rivera Álvarez   | 27   | Dorado                  |
| Nga                    | Ekaterina Astashenkova        | 24   | Vladivostok             |
| Singapore              | Emilbiany Nenggal Intong      | 24   | Singapore               |
| Nam Phi                | LuJuan Mzyk                   | 22   | Gauteng                 |
| Tây Ban Nha            | Hirisley Jiménez Merrero      | 20   | Las Palmas              |
| Sri Lanka              | Nihari Perera                 | 22   | Colombo                 |
| Thái Lan               | Engfa Waraha                  | 26   | Băng Cốc                |
| Thổ Nhĩ Kỳ             | Deria Koc                     | 29   | Schwabach               |
| Uganda                 | Oliver Nakakande              | 27   | Bombo                   |
| Ukraine                | Olga Vasyliv                  | 22   | Ivano-Frankivsk         |
| Anh Quốc               | Sofia Mayers                  | 23   | Kent                    |
| Hoa Kỳ                 | Emily Rose DeMure             | 24   | Colorado                |
| Venezuela              | Luiseth Materán               | 26   | Los Teques              |
| Việt Nam               | Đoàn Thiên Ân                 | 22   | Long An                 |

## Chú ý

### Lần đầu tham gia
- Mozambique

### Trở lại
| - Lần cuối tham gia vào năm 2014: - Anh Quốc - Lần cuối tham gia vào năm 2016: - Singapore - Thổ Nhĩ Kỳ - Lần cuối tham gia vào năm 2017: - Uganda - Lần cuối tham gia vào năm 2018: - Đan Mạch - Ghana - Mông Cổ | - Lần cuối tham gia vào năm 2019: - Ukraine - Lần cuối tham gia vào năm 2020: - Belarus - Trung Quốc - Cộng hòa Tự trị Krym - Ireland - Jamaica - Ba Lan |

### Bỏ cuộc
- Armenia
- Ai Cập
- Liberia
- Bắc Ireland
- Thụy Điển
- Siberia

## Tranh cãi

### Vấn đề đại diện giữa Ukraine và Nga
Vào ngày 3 tháng 10, ban tổ chức cuộc thi đã tiết lộ danh sách tất cả thí sinh ghép đôi cùng phòng thì thí sinh Nga và Ukraine được cho là đã ghép chung phòng trong bối cảnh xung đột quân sự đang diễn ra giữa hai quốc gia. Vấn đề này đã gây ra một cuộc thảo luận gây gắt trên mạng xã hội vì tình hình chính trị căng thẳng giữa hai nước. Một số người cáo buộc ban tổ chức cố tình làm như vậy để trục lợi từ mâu thuẫn khiến cuộc thi trở nên được nhiều người biết đến hơn, trong khi đó có những ý kiến khác cho rằng nên suy nghĩ tích cực và sắc đẹp không liên quan gì đến chiến tranh.
Tuy nhiên, mặc dù đại diện đến từ Nga, Ekaterina Astashenkova, đã tuyên bố trên mạng xã hội rằng không có vấn đề gì khi ở chung với các đại diện Ukraine trong suốt cuộc thi, đại diện Ukraine, Olga Vasyliv, đã phủ nhận điều đó và cũng kêu gọi loại bỏ Nga khỏi cuộc thi.

### Hoa hậu Hoàn vũ 2011 đồng tình cuộc thi là "rạp xiếc"
Ngày 25/10, một chuyên trang của Brazil đăng bài chỉ trích Miss Grand International 2022 (Hoa hậu Hòa bình Quốc tế). Bài viết ghi: "Chúng tôi sẽ không bao giờ ủng hộ gánh xiếc, nơi mà Chủ tịch toàn quyền quyết định ai sẽ đứng kế ông ta trong ảnh chụp nhóm, cũng như công khai ủng hộ đại diện nước mình (Thái Lan)".
Dưới phần bình luận, Leila Lopes, Miss Universe 2011, thể hiện sự đồng tình. Cô cho rằng cuộc thi "giống rạp xiếc đúng nghĩa". 
Và cũng trong đêm chung kết của cuộc thi màn hô tên của đại diện Angola bất ngờ gặp sự cố mất âm thanh do phần nhạc nền quá lớn lấn át phần hô tên của cô tại đêm chung kết của cuộc thi sau khi Hoa hậu Hoàn vũ 2011, Leila Lopes nói Hoa hậu Hòa bình Quốc tế là rạp xiếc. Nhiều người cho rằng liệu đây có thật sự là sự cố bất ngờ về âm thanh trong phần hô tên hay chủ tịch của cuộc thi trả thù sau khi bị Hoa hậu Hoàn vũ 2011 đến từ Angola nói cuộc thi là rạp xiếc đúng nghĩa.

### Ban tổ chức Hoa hậu Hòa bình Quốc tế "đả kích" logo Hoa hậu Hoàn vũ
Trong đêm chung kết thì trên màn hình của sân khấu Hoa hậu Hòa bình Quốc tế 2022 đã xuất hiện hai chữ cái "MU", viết tắt của Miss Universe (Hoa hậu Hoàn vũ). Ngay sau đó thì chữ "G" và chữ "I" xuất hiện để xóa tan chữ "U", thay thế thành "MGI" - viết tắt của Miss Grand International (Hoa hậu Hòa bình Quốc tế). Nhiều người hâm mộ đã cho rằng đây là hành động "đả kích", chơi xấu của ban tổ chức Hoa hậu Hòa bình Quốc tế.
Ông thừa nhận công kích với lý do tổ chức này từng kiện Hoa hậu Hòa bình Quốc tế vào năm 2013, yêu cầu đổi hình ảnh logo. Cũng theo Nawat, đến năm 2014, Hoa hậu Hoàn vũ tiếp tục kiện cuộc thi do sử dụng tên gọi "USA" trên dải sash của đại diện Hoa Kỳ.
"Miss Grand International gần đây còn bị Leila Lopes, Miss Universe 2011, tấn công. Cô ấy ví cuộc thi là gánh xiếc. Miss Grand International bị động trong chuyện này", Nawat viết.

### Tranh cãi về việc vào top
Sau khi công bố top 10 thì từ hơn 6,5 triệu lượt follow, trang Instagram của Hoa hậu Hòa bình Quốc tế đã nhanh chóng tụt xuống hơn 1 triệu follow chỉ trong chưa đầy 1 giờ đồng hồ. Hiện giờ follow của trang đã về khoảng 4,4 triệu. Nhiều trang báo Việt Nam cho đây là do thí sinh Đoàn Thiên Ân đến từ Việt Nam đã không lọt vào top 10  và việc người đẹp đến từ Thái Lan và Campuchia không biết Tiếng Anh vẫn có thể tiến sâu cũng đã gây ra làn sóng tranh cãi. Dù trước đó chủ tịch của cuộc thi từng livestream sau khi hoa hậu Nguyễn Thúc Thùy Tiên đăng quang và nói rằng các đại diện Việt Nam trước đây không thể tiến sâu là do không biết Tiếng Anh. Ngoài ra, người hâm mộ cũng cho rằng BTC đã thiên vị Indonesia vào top 3 dù người đẹp không trình diễn và ứng xử tốt bằng người đẹp Cộng hòa Séc và Venezuela. Thậm chí người đẹp Thái Lan còn đạt thành tích Á hậu 1 dù có màn ứng xử không thuyết phục.
Khi xét các tiêu chí 3B của cuộc thi là body (cơ thể), beauty (sắc đẹp) và brain (trí tuệ), đại diện Thái Lan (nước chủ nhà) được cho là chưa đáp ứng đủ. Khán giả chỉ ra thí sinh người Thái Lan, Engfa Waraha, đã can thiệp phẫu thuật thẩm mỹ quá đà, tiếng Anh cũng chưa tốt. Thêm nữa, câu trả lời ứng xử của cô chứa nhiều từ ngữ nhạy cảm như "make love". Nhiều người cho rằng, câu nói đã bị sử dụng thiếu từ "not war" so với "make love, not war".

### Chủ tịch Hoa hậu Hòa bình bị chỉ trích "miệt thị ngoại hình" thí sinh Việt Nam
Vào ngày 26 tháng 10, ông Nawat Itsaragrisil - Chủ tịch Hoa hậu Hòa bình Quốc tế đã chia sẻ lý do Đoàn Thiên Ân, đại diện Việt Nam, trượt top 10 trong cuộc thi năm nay. Theo lời ông Nawat, Thiên Ân là thí sinh duy nhất có "phần thân trên dài hơn thân dưới, phần hông to". Do vậy, cô không đáp ứng được tiêu chí hình thể. Nhiều người hâm mộ cho đây là hành động "miệt thị ngoại hình" đối với thí sinh đến từ Việt Nam.

### Á hậu 1 Engfa Waraha với phần vấn đáp gây tranh cãi
Trong phần ứng xử Top 5, Engfa Waraha đã gây nên không ít làn sóng tranh cãi về chính trị khi trả lời cho câu hỏi: "Nếu bạn được nói với tổng thống Nga, thì bạn sẽ nói điều gì?" Cô đã không ngần ngại gọi thẳng tên tổng thống Nga và phần trả lời mang nặng tính công kích, khiến người xem cho rằng kém tinh tế, không "hướng tới hoà bình". Đặc biệt, sự yếu kém về tiếng Anh cũng khiến cô nhận nhiều sự chỉ trích từ công chúng.
Nguyên văn phần vấn đáp gây tranh cãi của Engfa Waraha trong đêm chung kết Miss Grand International 2022:
| Dear President Putin, everything you do is no different from a beast, you kill a lot of people. Why do you think so? Why do you like that? Everyone in the world only desire peace, love, happiness. Stop the war ! You can make love ! Who agree with me? | Gửi Tổng thống Putin, những điều mà ông làm không khác gì một gã quái vật. Ông đã khiến nhiều người vô tội phải thiệt mạng. Tại ông lại làm như vậy? Ông nghĩ gì mà lại làm thế? Mọi người trên thế giới chỉ muốn hòa bình, tình yêu, hạnh phúc! Hãy kết thúc chiến tranh! Mọi người có đồng ý với tôi không ạ? |
| | |

Nhiều ý kiến cho rằng cụm từ "make love" trong "You can make love" của Á hậu 1 là do cô tìm hiểu thiếu chính xác hoặc nhầm lẫn với khẩu hiệu "make love, no war" trong chiến tranh Việt Nam.

### Chủ tịch Miss Grand International xem hoa hậu như máy móc kiếm tiền
Trên livestream giao lưu với khán giả. ông Nawat - Chủ tịch Miss Grand International đã có phát biểu:" Cuộc thi do tôi tổ chức, tiền do tôi bỏ ra. Vậy nên tôi là người chọn hoa hậu, người có thể giúp tôi kiếm nhiều tiền.

### Đại diện Mauritius từ bỏ danh hiệu Á hậu 5
Tổ chức Miss Grand International đưa ra thông báo, thí sinh Yuvna Rinishta Gookool - đại diện của Mauritius, người vào đến top 10 và đạt danh hiệu Á hậu 5 đã lựa chọn từ bỏ danh hiệu. Lý do được đưa ra là cô không thể ký hợp đồng và hoàn thành nhiệm vụ với danh hiệu của mình. Đáp trả phía BTC, Yuvna Rinishta lại cho rằng, cô bị phía Miss Grand International ép từ bỏ danh hiệu, những thông tin với nội dung cô xin bỏ ngôi vị là hoàn toàn sai sự thật.

### Chủ tịch Miss Grand International xem thường phụ nữ Châu Phi
Trong một cuộc họp với giám đốc quốc gia của các cô gái trong Top 10
Ông Nawat cho biết Lục địa Châu Phi là người nghèo và các cô gái là người da đen.Có thể đó là lí do tại sao chỉ có duy nhất một cô gái đến từ Châu Phi lọt top 20 chung cuộc.Ngay sau đó một trang sắc đẹp đến từ Nam Phi đã đăng đàn chỉ trích và kêu gọi ngừng gửi đại diện Châu Phi đến Miss Grand International. Ngay sau đó bài đăng này bất ngờ biến mất khỏi nền tảng một cách bí ẩn.